# マツヤ

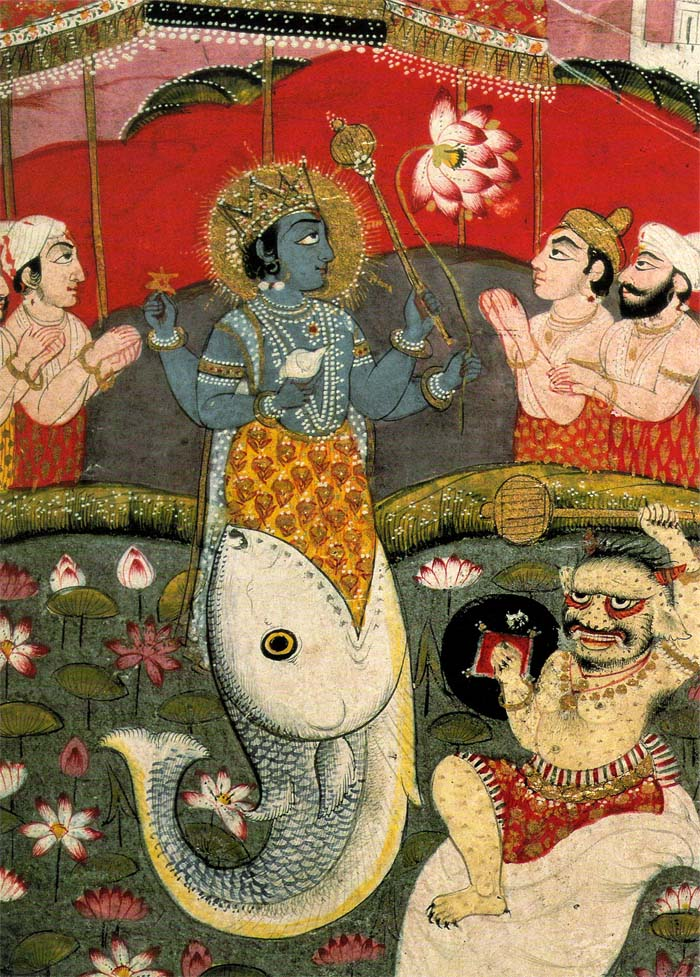
ヴィシュヌのアヴァターラ、マツヤ

マツヤ（サンスクリット: मत्स्य, Matsya）は、ヒンドゥー教におけるヴィシュヌの第1のアヴァターラ（化身）である。サンスクリット語で「魚」の意。
伝説によれば、太陽神スーリヤの息子マヌ王（ヴァイヴァスヴァタ）が祖先の霊に水を捧げるべく川へ入ると、手の中に角を生やした小さな金色の魚マツヤが飛び込んで来て、大きな魚に食べられないよう守って欲しいと頼んできた。マヌはその金色の魚を瓶の中に入れて育てたが、魚はすぐに大きくなった。そのため池へ移されたが、すぐに成長して入りきらなくなるため、川へそして海へと次々に移されていった。マツヤが7日後に大洪水が起こり全ての命を破壊することを予言した。マヌは海にも入りきらなくなった巨大魚マツヤがヴィシュヌの化身であることに気づいた。彼に船を用意して七人の賢者と全ての種子を乗せるよう言うと魚は姿を消した。やがて大洪水が起こり、マツヤ（ヴィシュヌ）は船にヴァースキを巻きつけてヒマラヤの山頂まで引張った。こうしてマヌは生き残り人類の始祖となり、地上に生命を再生させた。

## ギャラリー

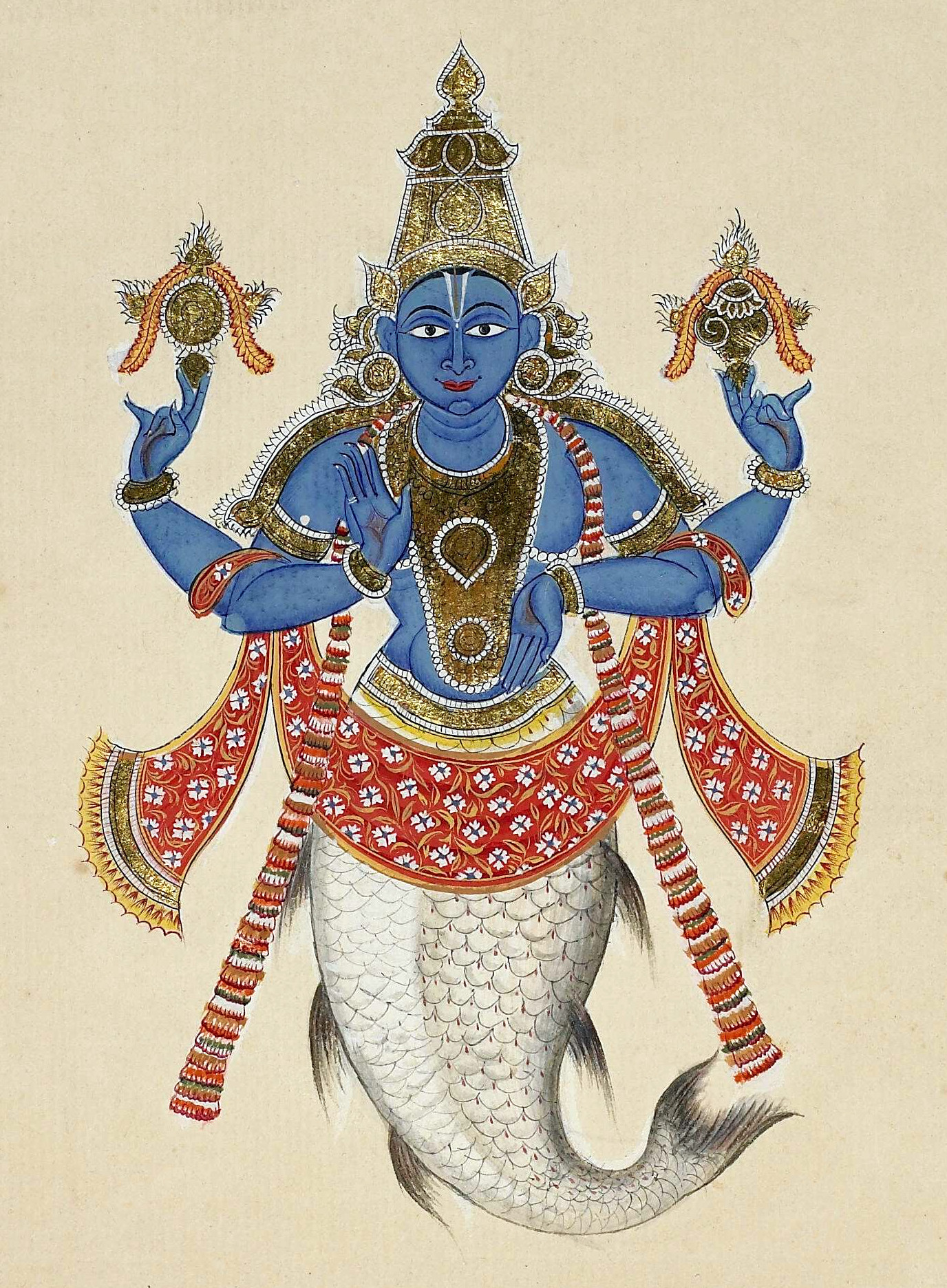
マツヤ（1820年頃画）
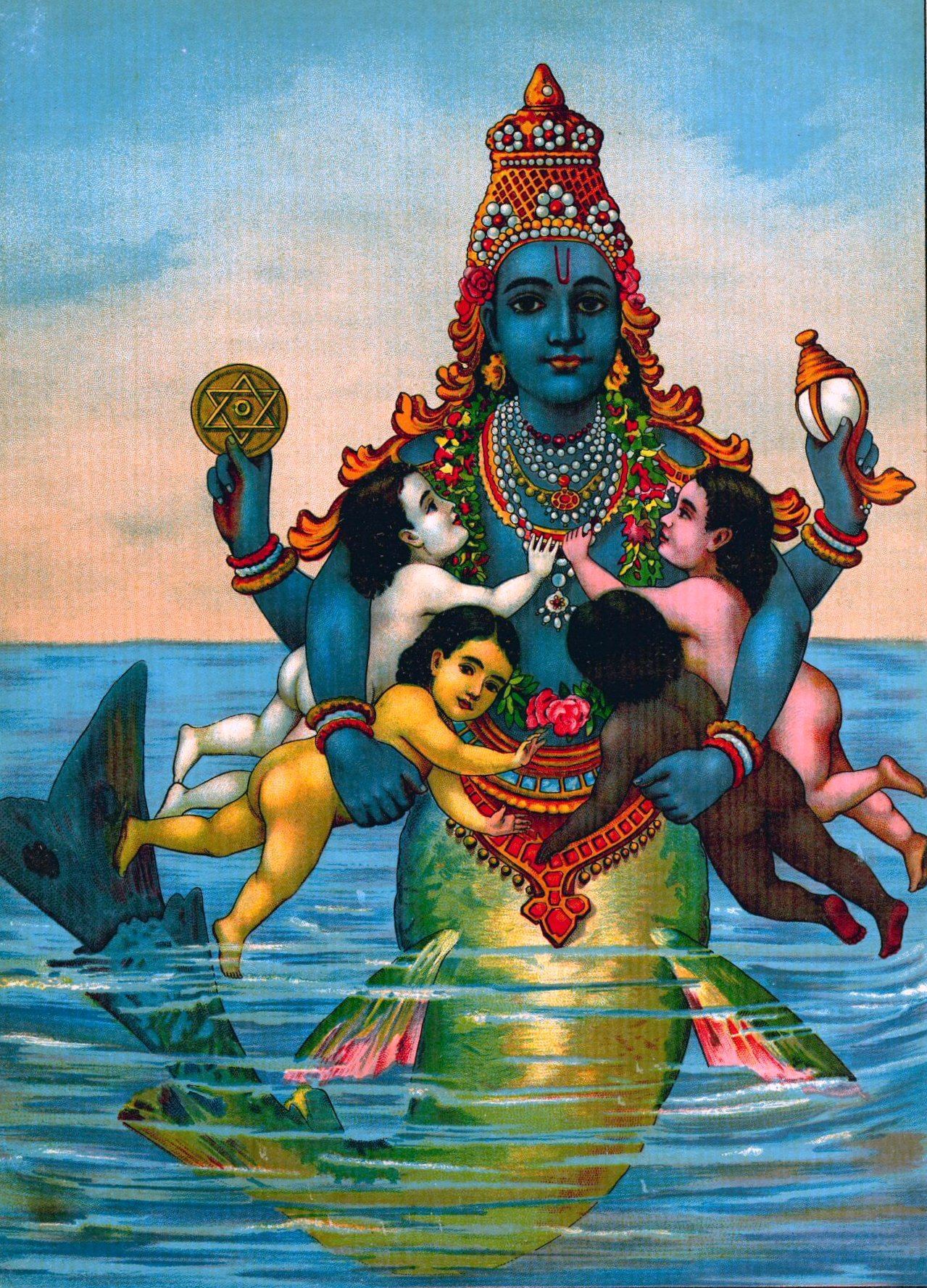
マツヤ（ラヴィ・ヴァルマ画）
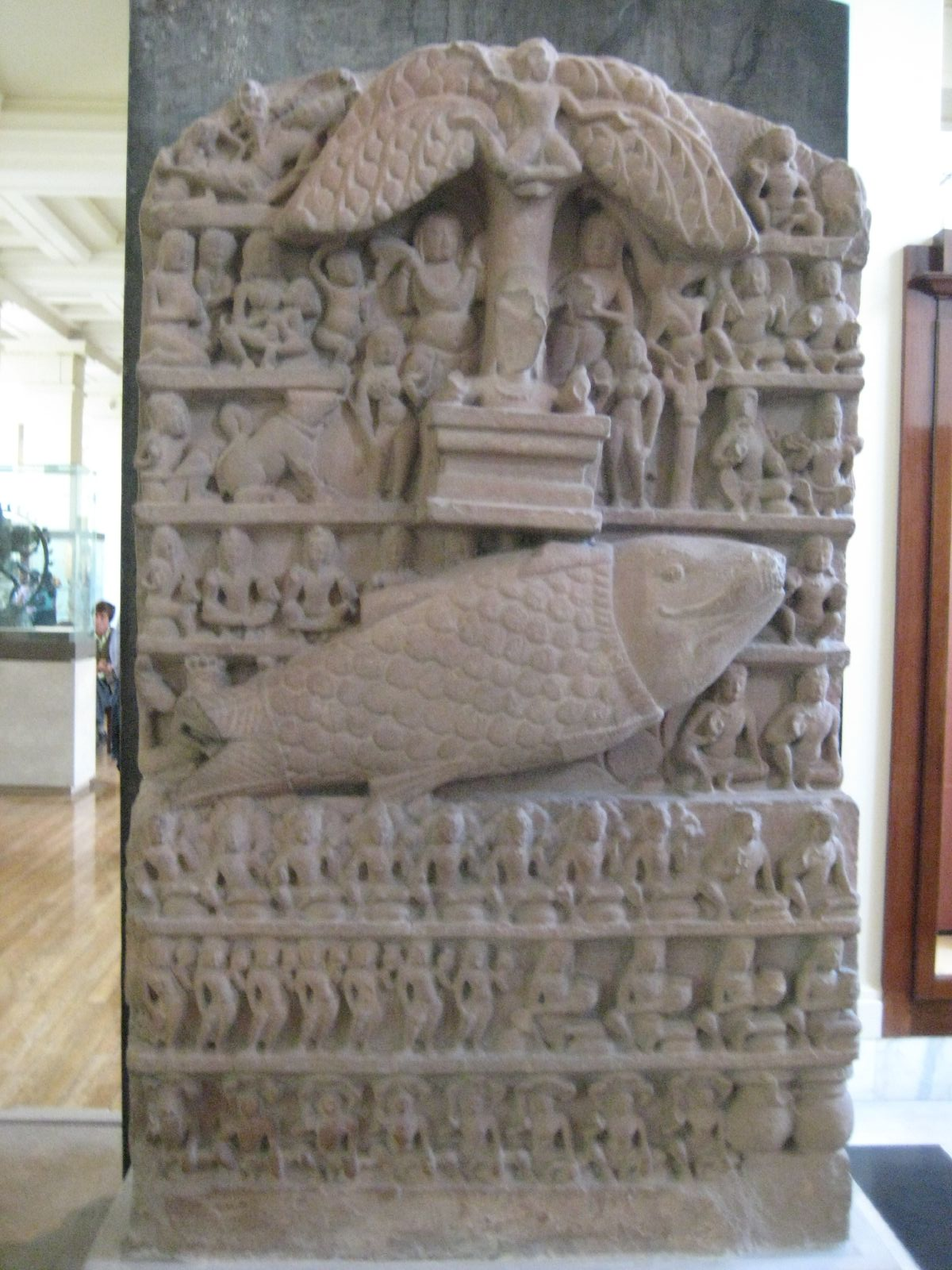
マツヤの彫像（中央インド・9−10世紀）
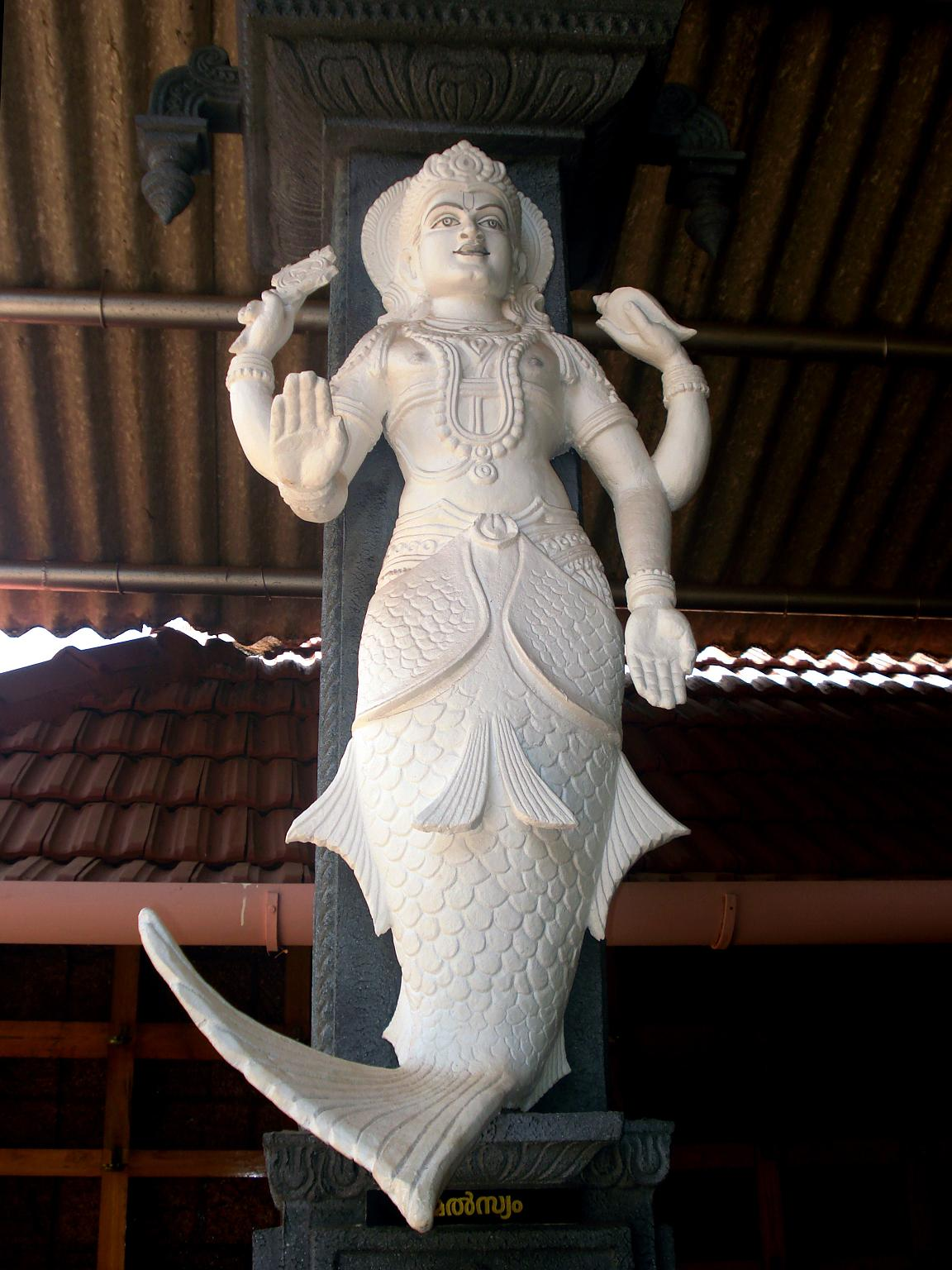
マツヤの彫像
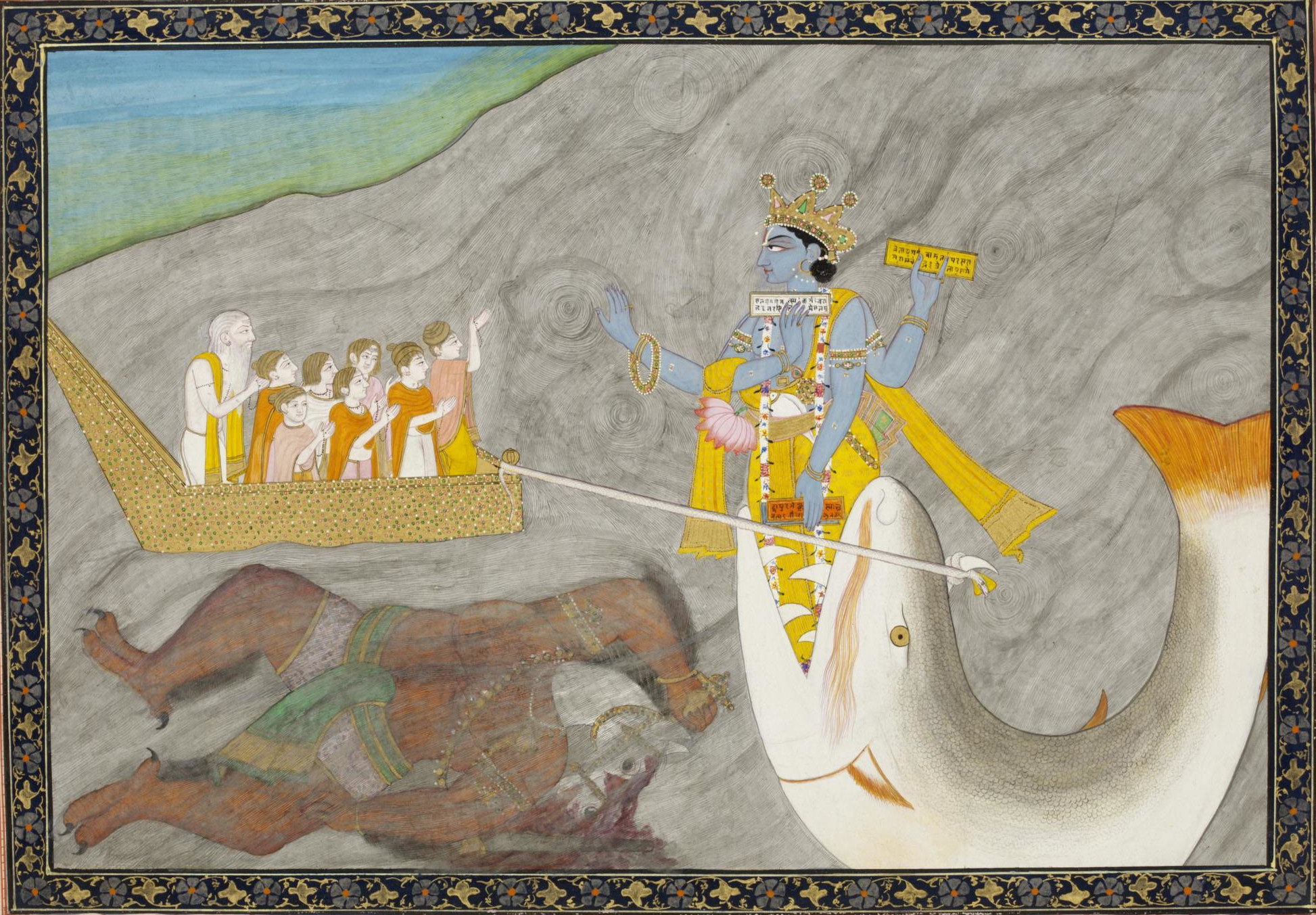
マヌのボートをひくマツヤ